# Besleria selloana
Besleria selloana là một loài thực vật có hoa trong họ Tai voi. Loài này được Klotzsch & Hanst. mô tả khoa học đầu tiên năm 1864.